# La Princesse-Grenouille
Pour les articles homonymes, voir La Princesse grenouille et La Princesse et la Grenouille.
La Princesse-Grenouille (en russe : Царевна-лягушка,  Tsarevna-liagouchka) est un conte russe traditionnel, recensé en trois versions (numérotées 150a, b et c dans l'édition originale ; 267, 268, 269 dans l'édition russe de 1958) par Alexandre Afanassiev. On a dénombré 36 versions russes, 15 versions ukrainiennes et 6 versions biélorusses. Il existe par ailleurs de nombreuses autres variantes européennes.
Les trois versions ont été traduites en français par Lise Gruel-Apert et figurent sous les numéros 205, 207 et 208 dans l'édition française de 2010 des Contes populaires russes d'Afanassiev (voir Bibliographie) ; s'y ajoute un autre conte sur le même thème (La Grenouille et Ivan-le-Valeureux). La troisième version avait également été traduite par Luda pour les Éditions la farandole (1976).
Le conte a été rapproché principalement du conte-type AT 402 (La Souris, Chatte, Grenouille, etc. — comme fiancée) de la classification Aarne-Thompson, même si les différentes variantes incorporent d'autres éléments, comme celui des « animaux reconnaissants » ou de la « fuite magique ».
Il ne doit pas être confondu avec celui, plus connu, intitulé Le Roi Grenouille ou Henri de Fer des frères Grimm.

## Thème général

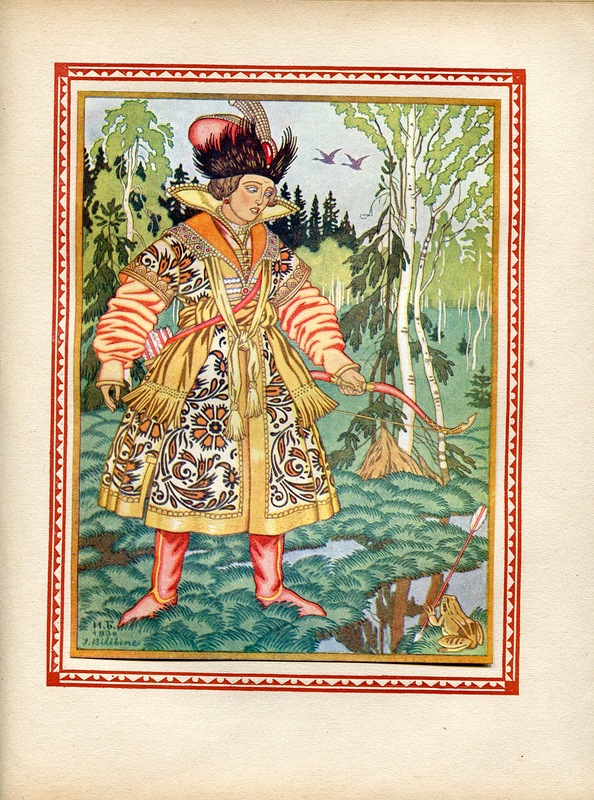
« Grenouille, grenouille, rends-moi ma flèche ! – Épouse-moi, répondit-elle. »
(Ivan Bilibine)

Préoccupé par sa succession, un roi demande à ses trois fils de tirer chacun une flèche dans une direction différente : ils épouseront alors les femmes qui ramasseront leur flèche. Les deux premiers fils rencontrent ainsi de bons partis. La flèche du plus jeune, Ivan Tsarévitch, étant tombée dans un marais, il doit épouser la grenouille qui l'a trouvée. La grenouille se révèle être en réalité une jeune magicienne du nom de Vassilissa, « la très-sage ». Frappée par un sort que lui a jeté un sorcier, elle a été condamnée à garder une apparence de grenouille. Malencontreusement, Ivan jette au feu la peau de grenouille, ce qui éloigne de lui la princesse, et l'obligera à entamer une quête pour la retrouver. La princesse retrouvera son apparence humaine de différentes façons selon les versions.

## Variantes

### Variante 150a / 267
Cette variante a été recueillie dans le district de Chadrinsk auprès d'un paysan ; le manuscrit a été conservé. Dans cette version, la Princesse-Grenouille prend le nom d'Hélène-la-Belle.
Les deux premiers fils rencontrent ici, l'un la fille d'un prince, l'autre la fille d'un général. Une fois les trois fils mariés, le tsar met à l'épreuve ses brus, voulant savoir laquelle est la meilleure aux travaux d'aiguille et en cuisine. La grenouille, qui se transforme chaque nuit en belle fille et commande à des auxiliaires, réalise la plus belle chemise, et cuit le meilleur pain. Le tsar veut alors savoir laquelle danse le mieux. Les fils aînés se présentent au bal accompagnés de leurs épouses, tandis qu'Ivan arrive seul : mais la grenouille apparaît sous la forme d'une belle princesse. Pendant le repas, elle jette les os dans l'une de ses manches, verse le vin dans l'autre manche. Elle danse ensuite avec Ivan, faisant apparaître lacs et forêts d'une manche, nuées d'oiseaux de l'autre, à l'émerveillement général. Ses belles-sœurs, voulant l'imiter, ne parviennent qu'à projeter les os sur l'assistance et à l'asperger, ce qui déplaît fort au tsar.

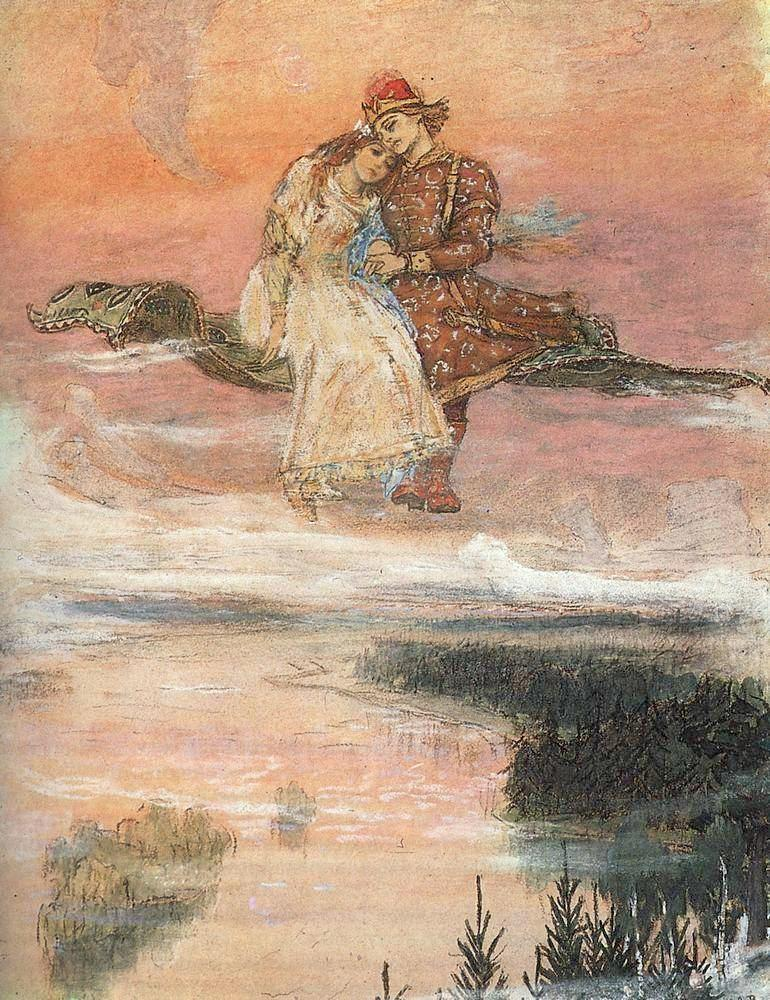
Le tapis volant
(Viktor Vasnetsov)

Ivan, rentré le premier, trouve la peau de grenouille et la jette au feu. Mais lorsque son épouse le rejoint, elle se désole et lui annonce que pour cette raison, elle doit le quitter et qu'il devra la chercher « par-delà trois fois neuf pays, dans le trois fois dixième royaume ». Ivan, parti à sa recherche, tombe sur la cabane d'une sorcière, et celle-ci accepte de l'aider : elle l'envoie chez sa sœur, qui l'informe qu'Hélène vit chez une troisième sœur et lui explique comment libérer la princesse de son emprise. Arrivé chez la troisième sorcière, Ivan voit celle-ci occupée à filer de l'or. Suivant les conseils reçus, il attend qu'elle ait fini, puis dérobe et brise le fuseau : ceci fait apparaître Hélène, qui reproche à Ivan d'avoir tant tardé : elle est déjà fiancée à un autre. Ils s'enfuient toutefois sur un tapis volant appartenant à la vieille, l'autre fiancé les poursuit mais est contraint de s'arrêter alors qu'ils arrivent en Russie, où il n'a pas le droit d'entrer. Ivan et Hélène rentrent sains et saufs et vivront heureux.

### Variante 150b / 268
Cette variante, plus brève, a été recueillie dans les environs de Chatsk (gouvernement de Tambov) par un instituteur de village, Grigori Ostrovski.
Les deux fils aînés épousent respectivement la fille d'un général et d'un marchand. Lors du bal, celles-ci se montrent maladroites, heurtant involontairement le tsar et son épouse. La grenouille, qui s'y montre sous sa forme animale, fait apparaître d'un geste prairies et jardins, provoquant l'émerveillement. Ce n'est qu'en rentrant à la maison qu'elle rejette sa peau, qu'Ivan jette dans le poêle. La Princesse-Grenouille, courroucée, lui annonce alors qu'il devra la rechercher « dans le septième royaume » et que pour y parvenir, il devra user des bottes de fer et ronger trois pains de fer.

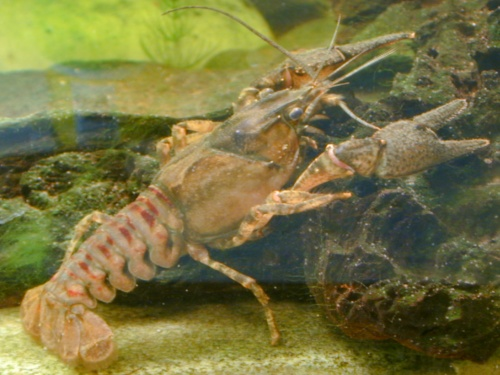
« Voilà l'écrevisse qui lui rapporte l'œuf ».

Ivan, ayant usé les bottes et rongé les pains de fer, chemine affamé ; il est malgré tout conduit à épargner successivement un brochet, un ours, un faucon et une écrevisse, avant d'arriver à la cabane d'une vieille femme, à qui il raconte son histoire. Elle s'avère être la mère de la grenouille, qui est très irritée contre lui, et elle lui demande de lui rapporter un œuf dissimulé sur l'autre rive d'un lac. Le brochet sert à Ivan de pont, l'ours brise pour lui la pierre qui contient une cane, que le faucon attrape : elle contient l'œuf, qu'Ivan laisse malencontreusement choir dans l'eau, mais l'écrevisse le lui rapporte.
La vieille casse l'œuf et confectionne une galette, avant de cacher Ivan dans un coffre. La grenouille apparaît à la manière d'une sorcière, volant dans les airs ; elle mange la galette, et se met à déplorer l'absence d'Ivan, dont elle se languit. Ivan se montre, la grenouille le prend sous son aile et le ramène dans le septième royaume, où ils vivront désormais ensemble.

### Variante 150c / 269
Elle a été recueillie dans le gouvernement de Saratov.
Les deux premiers fils épousent les filles d'un boyard et d'un marchand. Le tsar décide d'éprouver les qualités des trois épouses et leur demande, d'abord de lui cuire un beau pain blanc, ensuite de lui tisser un tapis, enfin de l'accompagner à un festin pour voir quelle figure elles feront en société. Ivan à chaque fois se désole, mais la grenouille le tranquillise, et remporte haut la main les deux premières épreuves : son pain est un pain de fête, son tapis représente le royaume tout entier. Pour la troisième épreuve, les deux frères, qui sont venus chacun avec leur épouse richement parée, se moquent d'Ivan arrivé seul : mais soudain, d'un superbe carrosse, descend Vassilissa la très-sage, qui apparaît comme la femme d'Ivan.
Pendant le festin, Vassilissa vide son verre dans sa manche gauche, jette les os du cygne rôti dans sa manche droite : ses belles-sœurs l'imitent. Mais après souper, alors que Vassilissa, en secouant ses manches, fait apparaître un lac et un vol de cygnes, les belles-sœurs ne parviennent qu'à projeter du vin et des os sur l'assistance et sur le tsar, qui les chasse.

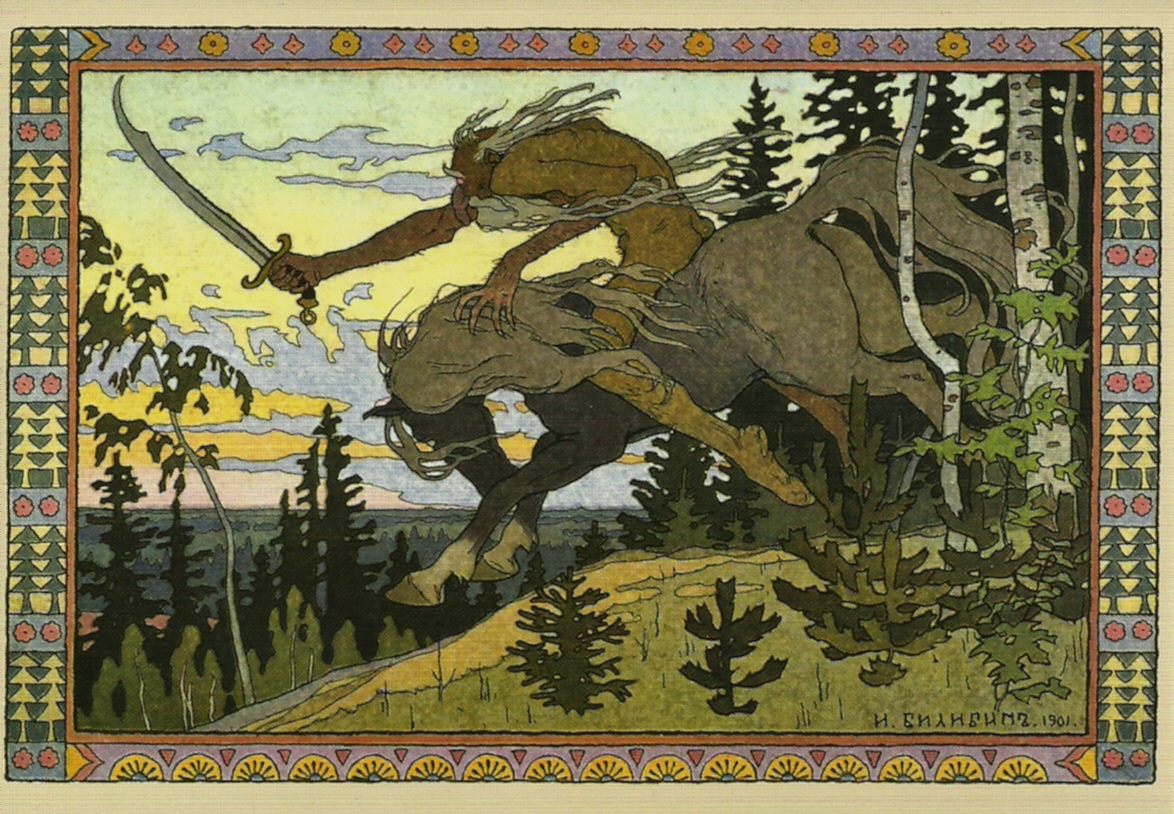
Kochtcheï l'Immortel (Bilibine).

Entretemps, Ivan, qui était rentré chez lui, a découvert la peau de grenouille de sa femme, et l'a jetée au feu. Lorsque Vassilissa arrive, elle se désole qu'il n'ait pas su attendre la fin du maléfice, et lui annonce qu'elle doit désormais le quitter et qu'il lui faudra la rechercher « par-delà vingt-neuf pays, dans le trentième royaume », chez Kochtcheï l'Immortel. Elle s'envole sous la forme d'un cygne.
Ivan part à sa recherche, au hasard, et rencontre un vieillard à qui il raconte son histoire. Celui-ci lui confie une pelote de fil qui roulera devant lui et le guidera. Ivan s'exécute et rencontre un ours qu'il s'apprête à tuer, mais qui le prie de l'épargner. Plus tard, il est amené à épargner également un lièvre et un jars ; il arrive au bord de la mer, où il sauve un brochet. La pelote s'arrête enfin devant la cabane de Baba Yaga,. Celle-ci accepte d'aider Ivan, et lui explique comment tuer Kochtcheï, dont la mort se trouve à la pointe d'une aiguille, elle-même dans un œuf, qui est dans une cane, la cane dans un lièvre, le lièvre dans un coffre au sommet d'un chêne. Les animaux épargnés par Ivan interviennent alors : l'ours déracine le chêne, le coffre tombe et se brise, le premier lièvre tue celui qui s'en échappe, le jars étourdit la cane, qui laisse tomber l'œuf dans la mer, mais le brochet le rattrape. Le tsarévitch prend l'œuf dans sa main et se présente à Kochtcheï : devant lui, il brise l'œuf, puis l'aiguille qu'il contient, et Kochtcheï périt.
Ivan-tsarévitch délivre Vassilissa et la ramène dans son royaume, où ils vivront longtemps et heureux.

### Variante 150R / 270: La Grenouille et Ivan-le-Valeureux
Publiée dans une édition de colportage (loubok) en 1847, elle a été reprise par Afanassiev dans ses Remarques. Elle figure sous l'intitulé Сказка о лягушке и богатыре (« Conte de la Grenouille et du bogatyr ») et le numéro 570 dans l'édition de Barag et Novikov.

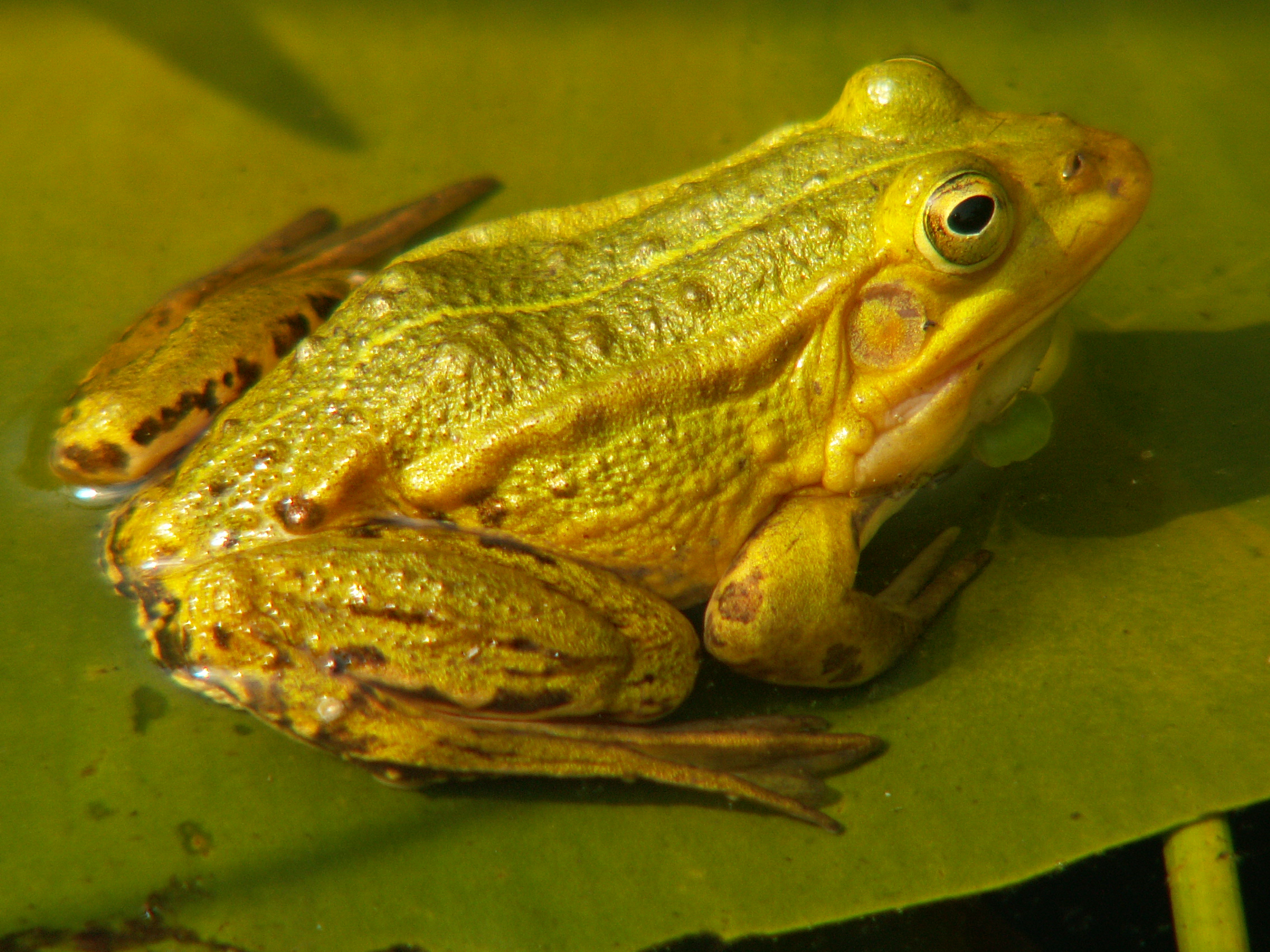
« Le lendemain, elle était à nouveau simple grenouille. »

Le fils aîné épouse la fille d'un ministre, le cadet celle d'un général. Ivan cherche longtemps sa flèche avant de rencontrer dans le marais la grenouille, qui fait surgir pour lui une table garnie de mets et de boissons et le convainc de l'épouser, ce qui provoque les moqueries de ses frères et belles-sœurs. Le jour des noces, on tient la grenouille sur un plat d'or. Cependant, chaque nuit, la grenouille se transforme en belle fille, et redevient grenouille au matin.
Les épreuves de couture et de cuisine imposées par le tsar sont similaires à celles des versions 150a et 150c (une chemise, un tapis, puis un pain), mais la grenouille a ici pour auxiliaires les « vents tumultueux ». C'est encore aux vents qu'elle commande un carrosse somptueux, dans lequel elle arrive au bal. L'épisode du lac et des cygnes surgi des manches de la grenouille est également similaire, ainsi que celui de la peau de grenouille brûlée par Ivan : c'est à cette occasion que la grenouille, avant de disparaître, lui révèle qu'elle s'appelle Vassilissa la très-sage.
La baba Yaga que rencontre Ivan au cours de sa quête l'informe que Vassilissa vient lui rendre visite chaque jour, et qu'il lui faudra la saisir par la tête : elle se transformera alors en grenouille, en crapaud, en serpent et divers reptiles, puis en flèche, qu'il lui faudra briser en deux pour que Vassilissa soit à lui pour toujours. Les péripéties annoncées se produisent, mais à la vue du serpent, Ivan prend peur et laisse échapper Vassilissa. La sorcière le réprimande, mais lui conseille d'aller jusque chez sa sœur, où la même scène se reproduit. Il doit alors se rendre chez la troisième sorcière, et c'est sa dernière chance : cette fois, il ne desserre pas son étreinte, casse la flèche en deux, Vassilissa reprend forme humaine et l'enchantement est brisé. Sur un tapis volant fourni par la baba Yaga, ils parviennent en trois jours jusqu'au royaume du tsar, sur lequel Ivan régnera à son tour.

### Variantes d'autres pays
- Andrew Lang a inclus une variante italienne intitulée The Frog (« La Grenouille ») dans The Violet Fairy Book[19].
- Italo Calvino a inclus une autre variante italienne, provenant du Piémont, Le Prince qui épousa une grenouille, dans ses Fiabe Italiane (Contes populaires italiens)[20] ; il y note que ce conte est répandu dans toute l'Europe[21].
- Georgios A. Megas a inclus une variante grecque, Le Lac enchanté, dans ses Contes populaires de Grèce[22].

## Commentaires et analogies
Vladimir Propp, dans le chapitre premier de sa Morphologie du conte, prend le thème de ce conte comme exemple de l'universalité des contes : « Comment expliquer que l'histoire de la reine-grenouille en Russie, en Allemagne, en France, en Inde, chez les Indiens d'Amérique et en Nouvelle-Zélande se ressemble, alors qu'aucun contact entre les peuples ne peut être prouvé historiquement ? » Il insiste sur la nécessité de comprendre la morphologie du conte pour pouvoir distinguer les correspondances réelles de phénomènes superficiellement similaires.
Delarue et Ténèze donnent comme exemple français du conte AT 402 (présenté sous le nom générique de « La Chatte blanche », titre d'une version de Madame d'Aulnoy) une version nivernaise intitulée La Grenouille, qui présente beaucoup de similarités avec le conte russe. Ils indiquent que « le conte est répandu dans toute l'Europe, en Asie occidentale et en Afrique du nord », certaines versions de ces deux dernières régions étant apparentées au conte de Pari-Banou, issu des Mille et une nuits et que Galland avait recueilli auprès d'un Maronite d'Alep à Paris en 1709. Selon eux, la description du carrosse et de son équipage, qui figure dans de nombreuses versions (on la trouve également dans des versions russes), fait partie intégrante du conte et ne constitue pas une contamination de la Cendrillon de Charles Perrault.
Les contes de Grimm Les Trois Plumes (Die drei Federn, KHM63), et indirectement Le pauvre garçon meunier et la petite chatte (Der arme Müllersbursch und das Kätzchen, KHM106), reprennent le même thème.
François-Marie Luzel fournit, dans ses Contes de Basse-Bretagne un conte assimilé, intitulé La Princesse métamorphosée en souris. Le motif de la princesse qui verse des aliments « dans son giron » et sème ensuite, lors de la danse, des perles et des fleurs depuis les plis de sa robe (alors que les sœurs ne parviennent qu'à produire « des rogatons et des sauces »), y figure. Cette version, de même que la version nivernaise, inclut le motif de l'attelage pittoresque embourbé, qui fait rire la princesse-qui-ne-riait jamais, ainsi que celui, plus rare, de la musique qui pacifie.

## Œuvres dérivées

### Œuvres écrites
- Alekseï Tolstoï a produit une version de ce conte[25].
- Elizabeth Dawson Baker (E.D. Baker), The Frog Princess (La Princesse-Grenouille), roman pour enfants (2002) dont est inspiré le dessin animé des Studios Disney (2009 / 2010).

### Cinéma et dessin animé
Alexandre Rou a réalisé en 1939 un film (intitulé Vassilissa Prekrasnaïa, soit Vassilissa-la-très-belle) à partir de ce conte ; ce fut le premier film à grand budget en Union soviétique à utiliser des éléments fantastiques, par opposition au style réaliste alors en faveur auprès du régime politique.
Le conte a été adapté en dessin animé en 1954 par le réalisateur russe Mikhaïl Tsekhanovski sous le titre La Princesse grenouille (Царевна-Лягушка) puis en 1971 par Iouri Nikolaïevitch Elisseïev
Le long-métrage d'animation La Princesse et la Grenouille, film de Walt Disney Pictures, sorti en 2010, s'inspire librement du roman pour enfants de E.D. Baker.